# Luoghi dell'Universal Century
Questo è un elenco di luoghi della linea temporale dell'Universal Century della metaserie di anime e manga Gundam.

## La Sfera Terrestre

### La Terra
Sebbene una grande percentuale della popolazione terrestre si sia trasferita nello spazio, la terra è ancora abitata. È rimasto sulla Terra chi ha ricevuto il permesso di tornarvi e viverci o chi in primo luogo non l'ha mai abbandonato. La terra è ancora divisa in sette continenti e ognuno possiede luoghi degni di nota.

### Nord America

#### California Base
California Base era massiccia installazione navale composta da 20 grandi basi sulla costa californiana, era la sede dei più grossi cantieri navali della Federazione Terrestre. Dopo essere stata catturata dalle forze del Principato di Zeon durante la Guerra di un anno venne trasformata per produrre sottomarini per le forze di Zeon. Venne ricatturata dalle forze della Federazione durante l'ultimo mese di guerra.
- New Yark (ニューヤーク?, Nyuu Yaaku): durante la Guerra di un anno vi venne combattuta una violenta battaglia che causò la distruzione della flotta di Gaw di Zeon e la morte di Garma Zabi. Nel mondo di Gundam essa è l'equivalente di New York, ma se ci si basa sulla storia del percorso seguito dalla Base Bianca corrisponderebbe in realtà a Seattle: cadendo dallo spazio la Base Bianca finì negli Stati Uniti sud-occidentali e si diresse a nord per aggirare le basi di Zeon in California.
- Il Midwest statunitense fu il bersaglio di una colonia durante l'operazione Stardust.

#### Jaburo
Jaburo era la sede dei quartier generali delle Forze Federali Terrestri, è un massiccio complesso sotterraneo nel cuore del Brasile, la sua posizione esatta era un segreto, in modo simile a quello della moderna Area 51. Nelle sue caverne era ospitata una città di discrete dimensioni, insieme con fabbriche, cantieri per astronavi e molti altri impianti. Le prime fabbriche di mobile suit della Federazione erano situate qui, e durante la guerra di un anno produssero centinaia, se non migliaia, di mobile suit, tra cui numerosi Gundam.
Jaburo fu spesso un bersaglio per l'esercito di Zeon, ma a causa della sua inusuale locazione un assalto frontale si dimostrò difficile. Nelle prime fasi della guerra di un anno, Zeon iniziò l'operazione British, un tentativo di far cadere una colonia sul Brasile nel tentativo di distruggere Jaburo, ma il tentativo fallì quando la colonia si spezzò sopra il Pacifico e finì in Australia. Dopo questo fallimento Zeon decise che l'unica maniera di eliminarla era un assalto frontale, a questo scopo venne studiato un assalto con battaglioni multipli di mobile suit appoggiati da un super potente mobile armor progettato nell'Asia orientale da Ginias Sahalin. Comunque prima di poter implementare questo piano Zeon cominciò a perdere terreno di fronte alla Federazione e Ginias impazzì distruggendo il team del progetto Apsalus e prendendo per sé il mobile armour progettato (come raccontato in Mobile Suit Gundam: The 08th MS Team). L'altra maggiore mancanza di questa strategia era che le forze terrestri di Zeon non erano riuscite a confermare l'esatta posizione di Jaburo.
Un attacco di sorpresa venne comunque condotto da Char Aznable e dalle sue forze il 30 novembre UC 0079, dopo aver seguito la Base Bianca fino a Jaburo. L'assalto si dimostrò però devastante per le forze di Zeon che avevano avuto poco tempo per prepararsi e non disponevano di rinforzi, mentre da parte sua la Federazione aveva appena messo in campo numerosi nuovi Gundam, tra cui il RX-78-6 Gundam Mudrock insieme a numerosi battaglioni di RGM-79 GM, inoltre erano presenti anche la Base Bianca con il suo RX-78-2 Gundam pilotato da Amuro Ray. Le forze di Char vennero respinte.
Nell'UC 0087, durante il conflitto Gryps, le forze dei Titans forces autodistrussero la base con una bomba nucleare, per impedirne la cattura da parte dell'AEUG.

#### Kimberlite Base
Situata in Africa orientale, era una miniera di diamanti abbandonata. Alla fine della Guerra di un anno, divenne la base di un manipolo di nostalgici di Zeon, guidati da Neuen Bitter. Durante i primi giorni dell'operazione Stardust, Anavel Gato cercò aiuto in questo impianto mentre tentava di fuggire nello spazio. Gli uomini di Bitter coprirono il suo lancio prima di arrendersi alla Federazione.

#### Kilimanjaro
Dopo l'abbandono di Jaburo nell'UC 0087 i Titans spostarono il loro quartier generale terrestre in un nuovo impianto situato nel Kilimanjaro, usando una base in Nuova Guinea come punto di trasferimento. La base sarebbe stata attaccata dall'AEUG e da Karaba alla fine dello stesso anno.

#### Dakar
Dakar fu sede dell'Assemblea della Federazione Terrestre durante il periodo del conflitto Gryps. Successivamente all'attacco contro la base del Kilimanjaro, Char Aznable pronunciò un discorso all'assemblea denunciando al mondo le azioni dei Titans.

#### Asia
The 08th MS Team si svolge in gran parte nell'Asia sudorientale.

#### Hong Kong
Hong Kong è la sede di Luio and Company, un sostenitore dell'organizzazione Karaba durante il conflitto Gryps. I Titans inviarono il massiccio Psycho Gundam all'interno della città nel tentativo di forzare le forze di Karaba a abbandonare l'Auðhumla o a arrendersi. Nel film Mobile Suit Gundam: Char's Counterattack Hong Kong era il bersaglio dell'operazione Axis drop (destinata a far cadere l'asteroide Axis sulla Terra).

#### Antartide
La Federazione possedeva qui una base creata nel dicembre UC 0079. Le Forze Federali stazionate nell'Antartide ottennero abbastanza tempo per permettere il lancio nello spazio del RX-78NT-1 Gundam NT-1 "Gundam Alex"

#### Odessa
Odessa era sede di una delle principali basi di Zeon durante la guerra di un anno, sotto il diretto comando di MaQube. Nella zona si trovano diverse miniere di risorse minerali. La Federazione lanciò la sua più importante campagna militare terrestre contro Odessa.

#### Belfast
Sede di un porto controllato dalla Federazione, la Base Bianca attraccò a Belfast per riparazioni e rifornimento, per proseguire verso Jaburo. Lo squadrone Mad Angler di Char Aznable attaccò con dei mobile suit anfibi la Base Bianca riuscendo a introdurre una spia a bordo.

#### Dublino
Subito dopo il conflitto di Gryps, la leadership della Federazione della Terra è stata trasferita a Dublino. Durante parte delle fasi finali della Prima Guerra Neo Zeon, per costringere la Federazione Terrestre a seguire le sue richieste, Haman Karn manovrò una colonia in Orbita Terrestre. Il suo obiettivo era Dublino, la città che è stata la capitale dell'Irlanda dal 12a secolo

### Australia

#### Sidney
Sydney venne eliminata dalla caduta di una stazione spaziale originariamente destinata contro la base di Jaburo. L'impatto eliminò Sydney e il 16% delle terre emerse dell'Australia.

#### Base Torrington
Base Torrington è una base della Federazione situata in Australia. Il 13 ottobre UC 0083, resti del Principato di Zeon l'attaccarono rubando l'RX-78GP02A Gundam "Physalis" che vi si trovava per essere sottoposto a test di uso terrestre.

#### Nuova Guinea
I Titans stabilirono una base temporanea in Nuova Guinea come appoggio per il trasferimento dai quartieri generali di Jaburo ai nuovi quartieri nel Kilimanjaro. Questa base fornì un supporto limitato al Sudori nel suo tentativo di ricatturare l'Auldhumla a Hong Kong.

### Colonie spaziali

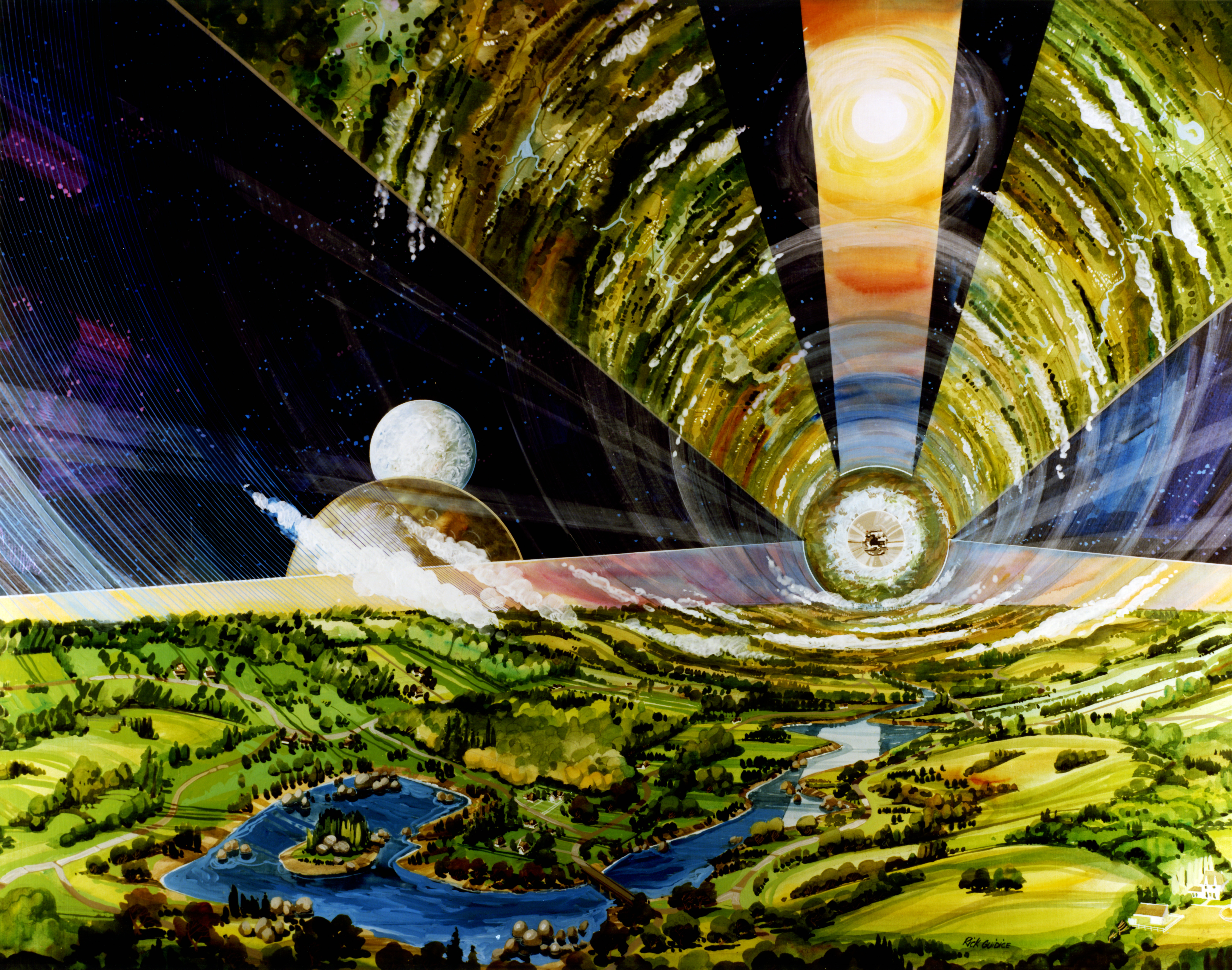
Un'ipotesi dell'interno di una colonia spaziale stile cilindro di O'Neill

Le colonie spaziali sono situate nei cinque punti di Lagrange del sistema Terra-Luna. Nella maggior parte dei casi ogni punto di Lagrange è sede di uno o più gruppi di colonie. Le colonie individuali sono dette Bunches, mentre un gruppo di colonie che occupa lo stesso punto di Lagrange viene detto collettivamente Side. Poiché i Side a volte condividono un singolo punto di Lagrange è a volte possibile avere due Side in orbita ravvicinata uno attorno all'altro. Tutte le colonie nell'Universal Century sono colonie spaziali tipo "Island 3" di O'Neill, eccetto per le colonie di tipo "chiuso" di Side 3
Nei primi 50 anni dell'Universal Century vennero costruite e poste in orbita nei punti di Lagrange le varie colonie spaziali, così come venne colonizzata la Luna. Per l'UC 0050 su 11 miliardi di persone nove vivevano nelle colonie spaziali o sulla Luna. Nell'UC 0051 la Federazione congelò i piani per lo sviluppo di altre colonie e nell'UC 0084 riorganizzò i Side rimanenti nei differenti punti di Lagrange. In seguito alla riorganizzazione dei Side la Federazione annunciò che lo status quo sarebbe stato mantenuto. Nella seconda metà del secondo secolo dell'Universal Century riprese la costruzione di nuove colonie.

#### Side 1
Side 1 è chiamata Zarn, ed è il Side capitale della Federazione Terrestre nello spazio. Questo Side si trova nel punto di Lagrange L5 e fu uno dei primi attaccati da Zeon durante la guerra di un anno
Colonie note:
- Shangri-La: prima colonia spaziale del side e patria di Judau Ashta e dei protagonisti di Mobile Suit Gundam ZZ.
- Londenion (a volte scritta Londonion): quartier generale della task force Londo Bell in seguito alla conclusione della prima guerra di Neo-Zeon. Nell'UC 0093, in seguito allo scoppio della guerra contro il Neo-Zeon di Char Aznable la colonia servì da sede per la negoziazioni tra il viceministro della Federazione Adenauer Paraya Char Aznable, dove la Federazione Terrestre cedette l'Asteroide Axis a Neo-Zeon in cambio di una resa.
- Colonia 30: Sede dell'infame "incidente di 30" in Mobile Suit Zeta Gundam
- Island Blade: Una delle due colonie sequestrate a metà del trasferimento dalla flotta di Cima.
- Island Ease: Una delle due colonie sequestrate a metà del trasferimento dalla flotta di Cima. Island Ease fu occupata dalla flotta di Delaz per la fase due dell'operazione Stardust.
- Pia Albanian: Maria Armonia aprì qui un ufficio di consultazione in Mobile Suit Victory Gundam
- Sweetwater: venne creata mediante una combinazione di una colonia aperta di tipo "Island 3" con una chiusa come colonia per i rifugiati della guerra di un anno, del conflitto Gryps e della prima guerra di Neo-Zeon. Nell'UC 0093 Char Aznable e Neo-Zeon la usarono come base dalla quale lanciare una nuova guerra contro la Federazione Terrestre. A causa della popolarità di Aznable tra i suoi abitanti l'esistenza di Neo Zeon rimase nascosta alla task force Londo Bell fino all'inizio della seconda guerra di Neo-Zeon.

#### Side 2
Side 2 è chiamato Hatte, ed è situato nel punto di Lagrange L4. Questo fu uno dei primi Side a essere attaccati da Zeon durante la guerra di un anno. Secondo alcuni esperti la colonia usata per l'operazione British potrebbe essere appartenuta al Side 2. Successivamente questo side adottò il nome di impero Zanscare.
Colonie note:
- Island Iffish (Bunch 8): La colonia che ritiene sia stata sequestrata da Side 2 per essere usata nell'operazione British
- Bunch 13: la colonia che ricevette un messaggio codificato che annunciava la mobilitazione delle forze di Zeon. Comunque la linea venne tagliata prima che la Federazione potesse sentire che l'esercito di Zeon stava per iniziare l'attacco e scatenare così la guerra di un anno.
- 18th Block: Questa colonia venne attaccata e distrutta dalla colonia laser Gryps II.
- 21st Block: I Titans attaccarono questa colonia con il gas velenoso, uccidendo tutti gli abitanti.

#### Side 3
Side 3 è situata dietro alla Luna nel punto di Lagrange L2 ed è conosciuta come Munzo. Side 3 fu il solo tipo a non usare le colonie del tipo "aperto". Vennero invece utilizzate colonie del tipo "chiuso" in cui non venivano installati pannelli di vetro del "cielo" ed erano composte di un cilindro interamente chiuso senza vista sullo spazio aperto. Questo permetteva a ogni colonia di ospitare una quantità maggiore di persone.
Forse il più conosciuto di tutti i Side, Side 3 fu la patria di Zeon Zum Deikun, che insipirò la popolazione di Side 3 a dichiarare la propria indipendenza dalla Federazione Terrestre. Conosciuta come Repubblica di Zeon, e più tardi come Principato di Zeon, questo Side iniziò una mortale guerra di indipendenza contro la Federazione Terrestre nell'UC 0079. Side 3 ricevette colonie aggiuntive nell'UC 0082 e ancora nell'UC 0083 come parte del Colony Reclamation Project, che cercava di ridurre il sovraffollamento di Side 3. Infine si riunirono alla Federazione nell'UC 0100.
Colonie note:
- Zum City: La colonia capitale di Side 3, si dice battezzata così in onore di Zeon Zum Deikun.
- Mahal (Bunch 38): La popolazione di questa colonia venne evacuata e il cilindro venne trasformato nel Solar Ray cannon. Inoltre Mahal era la patria della maggior parte della Cima Fleet - la defezione di Cima Garahau alla fine dell'operazione Stardust fu in parte dovuta alla perdita della propria patria.
- Bunch 9: Vi venne tenuto un servizio commemorativo durante la guerra di un anno.
- Quintzem: poco dopo lo scoppio della guerra di un anno vi avvenne una rivolta.

#### Side 4/nuovo Side 6
Side 4 è conosciuto come Mua, ed è situato nel punto di Lagrange L5. Durante la riorganizzazione dei Side nell'UC 0084, il Side 5 venne spostato nel punto di Lagrange L1. Le colonie d Side 4 furono le prime ad essere attaccate da Zeon durante la Guerra di un anno. Il Side venne ricostruito come Frontier Side in Mobile Suit Gundam F91.
Colonie note:
- Frontier I: Seabook e i suoi amici si nascosero in questa colonia dopo l'attacco della Crossbone Vanguard. Sossbone attaccò questa colonia con i devastanti bug uccidendo molti civili.
- Frontier II: la Crossbone Vanguard attaccò una flotta della Federazione nei pressi di questa colonia.
- Frontier IV: la prima colonia ad essere attaccata dalla Crossbone Vanguard; venne occupata e rinominata Cosmo Babylon.
- New Manhattan: quartier generale del gruppo di resistenza degli Illuminati.
- Industrial 7:colonia di tipo universitario costruita dalla Anaheim Electronics. e dove e custodito lo (scrigno di laplace) in realtà un documento di marmo

#### Side 5/nuovo Side 4
Side 5 è conosciuto come Loum ed è situato nel punto di Lagrange L1. Durante la riorganizzazione dei side nell'UC 0084, le colonie del Side 5 furono spostate nel punto di Lagrange L4. Durante la guerra di un anno questo side divenne il campo di battaglia tra Zeon e la Federazione quando Zeon tentò di catturare una colonia da far cadere sulla terra. Quando le forze della Federazione, condotte dal generale Revil, intercettarono le forze di Zeon, condotte da Dozle Zabi, scoppiò una grande battaglia, vinta infine da Zeon. L'intera battaglia venne successivamente chiamata battaglia di Loum. Alla fine della guerra di un anno la sede della battaglia venne chiamata shoal zone.
Colonie note:
- Watohoat: questa colonia venne scelta da Zeon come seconda colonia da far cadere sulla Terra. Venne distrutta durante la battaglia di Loum.
- Texas Colony: fu l'unica colonia rimasta nel Side 5 dopo la battaglia di Loum.
- Miranda: colonia capitale di Side 5

#### Side 6/nuovo Side 5
Side 6 è conosciuto come Riah, ed è situato nel punto di Lagrange L4. Side 6 dichiarò l'indipendenza dalla Federazione Terrestre nell'aprile UC 0077, riuscendo a ottenerla grazie al sostegno di Zeon e rinominandosi "Riah Republic". Allo scoppio della guerra di un anno la Repubblica di Riah dichiarò la propria neutralità e riuscì a evitare la maggior parte delle battaglie della guerra. Come raccontato in Mobile Suit Gundam 0080 venne presa di mira da Zeon negli stadi finali della guerra di un anno dopo che vi venne scoperta un centro di ricerca e sviluppo della Federazione Terrestre (pur dichiarandosi neutrale, Side 6 aveva cominciato a collaborare segretamente con la Federazione). Successivamente venne rioccupata dalla Federazione stessa. Durante la riorganizzazione dei Side dell'UC 0084 venne spostata al punto di Lagrange L5.
Colonie conosciute:
- Colonia Libot: questa colonia conteneva la base di ricerca e sviluppo della Federazione. Venne attaccata alla fine del dicembre UC 0079 dal Cyclops Team di Zeon e successivamente il bersaglio di un attacco nucleare.
- Baldur Bay: è la colonia dove attraccò la Base Bianca dopo aver lasciato la Terra. Una volta ripartita da Baldur Bay attaccò e distrusse l'intera flotta di Conscon.

#### Side 7
Side 7 è conosciuto come Noah ed è situata nel punto di Lagrange L3. All'epoca della guerra di un anno Side 7 consisteva di una singola, incompleta colonia spaziale, che ospitava una base di ricerca e sviluppo della Federazione coinvolta con la costruzione del primo prototipo di Gundam. Questo side divenne famoso nel settembre UC 0079 quando la Base Bianca e i suoi mobile suit respinsero gli attacchi di Zeon, nella prima battaglia tra mobile suit all'interno di una colonia.
Colonie note:
- Green Noah: La prima colonia spaziale di Side 7. Attaccata dalle forze speciali di Zeon nell'incidente sopra citato.
- Gryps/Gryps II: Il quartier generale dei Titans nello spazio, questa colonia è la più avanzata base militare della sfera terrestre. Divenne la scena di una battaglia trilaterale nell'UC 0088 quando i Titans, l'AEUG e Axis tentarono di catturarla/difenderla.

#### Side 8
Il Side 8 è l'ultima aggiunta alla cronologia dell'Universal Century, non compare prima dell'UC 0223. Questo è un side agricolo ed è situato nel punto di Lagrange L1.
- Gaea: L'unica colonia del Side 8, Gaea ospita un massiccio laboratorio di ricerca agricole che gioca un ruolo prominente nel film G-Saviour. Venne danneggiata da un raid di forze miliari del Congress of Settlement Nations (CONSENT).

#### Ulteriori colonie
- Moon Moon: Una colonia perduta di tipo "Island 1", sede di un gruppo primitivo di spaziali. Compare in Mobile Suit Gundam Double Zeta.
- Laplace colonia tipo toro

### Luna

#### Von Braun
La prima e più grande città della Luna, che prende il nome dallo scienziato tedesco Wernher Von Braun, e che venne costruita sul sito dell'atterraggio dell'Apollo 11. È una città industriale specializzata nella produzione di macchinari pesanti. Durante la guerra di un anno fu controllata dalla Federazione Terrestre, di cui fa parte insieme al resto della Luna
È anche la sede del quartier generale dell'Anaheim Electronics e di molti dei suoi uffici secondari. Fu qui che venne sviluppato il programma di prototipi di mobile suit del Gundam Development Project nell'UC 0083. Si dice che chi controlla Von Braun controlla la Luna. La Albion attraccò a Von Braun durante il suo inseguimento della Delaz Fleet nel novembre UC 0083. Nell'UC 0087 i Titans lanciarono l'operazione Apollo, forzandosi la strada in Von Braun per scacciarne fuori l'AEUG.

#### Granada
Una fortezza del principato di Zeon durante la Guerra di un anno. La Federazione acconsentì a incontrarsi con i rappresentanti di Zeon nel gennaio dell'UC 0080 dopo aver sentito voci di una flotta che avrebbe potuto trovarsi qui. Il Cyclops Team di Zeon vi fece base brevemente prima di partire per Side 6 e dare inizio all'Operazione Rubicone. Servì anche da quartier generale per l'AEUG durante l'UC 0087.

#### Amman
Sede di un ufficio secondario della Anaheim Electronics. Le forze di AEUG ricevettero supporto da Amman quando i Titans erano in agguato vicino a Granada.

### Asteroidi

#### Luna II
Un asteroide minerario, originalmente conosciuto come Juno, utilizzato per la costruzione di colonie spaziali. Nell'UC 0060 divenne il quartier generale delle Forze Spaziali della Federazione Terrestre e servì da base navale e punto di raccolta per la Federazione. Nell'UC 0070 la base venne spostata nel punto di Lagrange L3 per aiutare nella costruzione della nuova Side 7. Durante la guerra di un anno l'asteroide divenne l'ultima base nello spazio della Federazione Terrestre.

#### Solomon Salomone /Konpei Island
Uno dei tre asteroidi che il Principato di Zeon usò come punto di raccolta. È situato nel punto di Lagrange L5, tra le rovine di Side 1. Il 24 dicembre UC 0079 vi venne combattuta una massiccia battaglia in cui perse la vita Dozle Zabi. Inoltre le Forze Spaziali della Federazione Terrestre utilizzarono nel combattimento con Zeon il loro prototipo di arma di distruzione di massa - il Solar System. Poco dopo la Federazione Terrestre lo conquistò rinominando la base Konpei Island. Nell'UC 0083, l'asso di Zeon Anavel Gato utilizzò il RX-78GP02 Gundam Physalis per attaccare la Rivista Navale a Konpei con una testata nucleare MK-82, distruggendo o mettendo in avaria i due terzi delle forze della Federazione che vi presero parte..

#### A Baoa Qu/Gate of Zedan
Uno dei tre asteroidi che Zeon usò come punto di raccolta. Nell'ultimo giorno dell'UC 0079 vi venne combattuta una massiccia battaglia nella quale morirono sia Gihren Zabi che Kycilia Zabi. Le forze del Principato di Zeon si arresero poco dopo. Successivamente la Repubblica di Zeon trasferì A Baoa Qu ai Titans, che la rinominarono Gate of Zedan ("Cancello di Zedan") e la usarono come quartier generale fino a che non fu speronato e distrutto dal molto più grosso asteroide Axis.

#### Axis
Una massiccia colonia mineraria che serviva come punto di transito per la Jupiter Energy Fleet. Nell'UC 0080, in seguito alla conclusione della guerra di un anno, divenne la casa di circa 30,000 rifugiati politici dell'ex Principato di Zeon. Venne spostato verso la Terra nell'UC 0080 e servì da quartier generale per il movimento di Axis/Neo-Zeon, prima sotto il comando di Haman Kahn e quindi di Char Aznable.
In seguito alla prima guerra di Neo-Zeon, la Federazione Terrestre prese il controllo di Axis, ma nell'UC 0093 lo vendette ai Neo-Zeon di Char Aznable in cambio della resa di Neo-Zeon dopo la seconda guerra di Neo-Zeon. Invece di arrendersi Aznable prese il controllo dell'asteroide in un tentativo di farlo cadere sulla Terra, per scatenare una nuova era glaciale e forzare la migrazione della popolazione terrestre nello spazio. Londo Bell riuscì a ingaggiare Neo-Zeon nell'orbita terrestre e a dividerlo in due parti mediante cariche esplosive. Sebbene ciò divise l'asteroide ebbe l'effetto collaterale di decelerare il pezzo posteriore, che venne intercettato dal RX-93 Nu Gundam di Amuro Ray.

#### Luna 5
Un asteroide minerario. Le forze di Neo Zeon di Char Aznable se ne impossessarono e lo fecero cadere su Lhasa nel Tibet.

#### Pezun
Asteroide situato tra Side 2 e Side 5, sede di un laboratorio Newtype e della base federale ammutinatasi nell'UC 0088 per opera dei New Desides in Gundam Sentinel.
Palau

## Oltre la Sfera Terrestre

### Marte
Marte è comparso nella serie di manga Gundam F90. Dopo la guerra di un anno una parte della flotta di Zeon che sfuggì dalla sfera terrestre stabilì una base di operazioni su Marte, anziché recarsi ad Axis. Più tardi avrebbero accettato rifugiati dal secondo movimento Neo-Zeon, ma sarebbero rimasti isolati, senza farsi coinvolgere fino al momento in cui avrebbero iniziato il conflitto con la Federazione dell'UC 0120. Fu a questo punto che il gruppo Mars Zeon, come furono chiamati, aveva trasformato il monte Olimpo in un gigantesco mass-driver.

### Giove
Giove è la fonte dell'Elio-3, un elemento critico per i reattori a fusione Minovsky. La Jupiter Energy Fleet viaggia tra la Terra e Giove per raccogliere l'Elio-3, ma si conosce poco della vita su Giove all'epoca della guerra di un anno. Paptimus Scirocco comandò l'ammiraglia della Jupiter Energy Fleet, la Jupitoris e venne considerato dai suoi alleati terrestri dei Titans come più alieno dei loro nemici spaziali, dato il molto tempo che ha trascorso nell'orbita di Giove.
Nell'UC 0133 l'Impero di Giove, che aveva membri nella Jupiter Energy Fleet, progettò di conquistare la Terra, ma i suoi piani vennero fermati dalla Crossbone Vanguard.